# Quốc lộ 43
Quốc lộ 43 là con đường giao thông đường bộ cấp quốc gia, nằm trong địa phận tỉnh Sơn La.

## Lộ trình
Quốc lộ 43 có chiều dài 105 km. Điểm đầu tại ngã ba Gia Phù, giao cắt với Quốc lộ 37. Giao với Quốc lộ 6 tại Thị trấn Mộc Châu. Giao với phà Vạn Yên qua Sông Đà. Điểm cuối tại cửa khẩu Pa Háng (Còn gọi là cửa khẩu Lóng Sập) tại biên giới Việt - Lào.